# Der Bulle von Tölz: Das Wunder von Wemperding
Das Wunder von Wemperding ist ein deutscher Fernsehfilm von Wolfgang F. Henschel aus dem Jahr 2004 nach einem Drehbuch von Andreas Föhr und Thomas Letocha. Es ist die 51. Folge der Krimiserie Der Bulle von Tölz mit Ottfried Fischer als Hauptdarsteller in der Rolle des Hauptkommissars Benno Berghammer. Die Erstausstrahlung erfolgte am 27. Oktober 2004 auf Sat.1.

## Handlung
Bei der Beerdigung des Einsiedlers Heinz Mitteregger sind plötzlich Klopfzeichen aus dem Sarg zu vernehmen, und als der Deckel gehoben wird, steigt der vermeintlich Verstorbene heraus. Allerdings ist seine Wiederauferstehung nur von kurzer Dauer. Am nächsten Tag wird Mitteregger erschlagen aufgefunden. Die Hauptkommissare Benno Berghammer und Sabrina Lorenz stoßen auf etliche Verdächtige: so etwa Mittereggers Tochter Martina und deren vorbestraften Freund Ralf Schierl. Heinz Mitteregger hatte diese Verbindung verboten und seiner Tochter mit Enterbung gedroht. In seinem Kalender steht ein Termin mit der Notarin Irene Miller, doch diese kann nicht befragt werden, weil sie verschwunden ist; ihr Ehemann Peter hat sie als vermisst gemeldet. Aber auch Mittereggers einziger Freund und Schachpartner, der Computerfreak Wolfgang Weber, und dessen Mutter Hildegard erwecken den Anschein, als hätten sie etwas zu verbergen.
Von mehreren Seiten hören die Kommissare von einem sagenumwobenen Schatz, den Heinz Mitteregger kurz vor Ende des Zweiten Weltkriegs aus einem verunglückten Lkw gestohlen und dann versteckt haben soll. Da meldet Hildegard Weber ihren Sohn Wolfgang als vermisst. Es stellt sich heraus, dass er online eine Taucherausrüstung zum Ausleihen bestellt hat. Außerdem ist er bei einer Firma für Computerzubehör hoch verschuldet und könnte daher einen Schatz gut brauchen. Die Kommissare identifizieren den Kleinmachtlfinger See als wahrscheinlichsten Ort zum Tauchen. Dort entdecken sie ein Loch in der Eisdecke und Wolfgang Webers Leiche im Taucheranzug. Er ist ertrunken, weil jemand seinen Luftschlauch durchgeschnitten hat. Seine Mutter bestätigt den Kommissaren, dass ihr Sohn Herrn Mitteregger auf dem Gewissen hatte. Es sei zu einem Streit gekommen, weil Mitteregger den Schatz plötzlich spenden wollte, und dabei sei er gestürzt; es sei ein Unfall gewesen.
Peter Miller und Herr Maier führen seit Jahren einen Nachbarschaftskrieg; nun holt Maier zum finalen Schlag aus: Er will Miller zwingen, sein Haus an ihn zu überschreiben. Miller bittet ihn ins Haus und überwältigt und fesselt ihn. Als die Klingel ertönt, knebelt Miller seinen Nachbarn und rät ihm stillzuhalten. Vor der Haustür stehen die Kommissare und überbringen ihm die traurige Nachricht, dass seine Frau tot am Grund des Bergsees gefunden wurde. Dem erschütterten Ehemann fällt niemand ein, der einen Grund gehabt haben könnte, sie umzubringen.
Berghammer und Lorenz gehen zum Nachbarhaus, um Maier zu befragen, doch der scheint nicht zu Hause zu sein, obwohl sein Auto da steht und die Tür nicht verschlossen ist. Sie finden Fotos mit Datum und Uhrzeit auf der Rückseite: einmal Miller mit Taucherflasche und einmal Miller mit etwas, das wie eine in Folie verpackte Leiche aussieht. Da taucht die Putzfrau des Hausherrn auf und gibt ihnen die Auskunft, dass Herr Maier zu Peter Miller gehen wollte. Als sie das Haus verlassen, gelingt es Maier in größter Not, sich bemerkbar zu machen. Die Kommissare können Miller gerade noch rechtzeitig davon abhalten, den Brandbeschleuniger anzuzünden, mit dem er sein Haus samt Maier und sich selbst abfackeln wollte.
Peter Miller gibt zu, Wolfgang Weber umgebracht zu haben, weil dieser ihn beim Vertäuen seiner Frau am Grund des Sees beobachtet hat. Als Grund für den Mord an seiner Frau gibt er an, er habe sie nach 32 glücklichen Jahren nicht einfach gehen lassen können.
Benno Berghammer erfährt von seiner Mutter, dass der Schatz vom Machtlfinger See gar nicht mehr existiert, weil er in den 1950er-Jahren geborgen wurde. Heinz Mitteregger habe von der Bergung nichts gewusst, weil er zu der Zeit im Ausland gewesen sei.

## Hintergrund
Die Dreharbeiten wurden in Bad Tölz durchgeführt; als Schauplatz für die „Pension Resi“ diente das Hollerhaus Irschenhausen.

## Kritik
Die Programmzeitschrift TV Spielfilm schreibt: „Schön schräger Fall mit reichlich Wortwitz.“